# Gecarcinus ruricola
Gecarcinus ruricola (Linnaeus, 1758) è un granchio terrestre, il più diffuso nel territorio dei Caraibi, si può trovare anche ad ovest di Cuba, tra le Antille, ad oriente fino alle Barbados. Nomi comuni per la G. ruricola includono il granchio terrestre viola, il granchio terrestre nero, il granchio terrestre rosso, e il granchio zombie.

## Descrizione

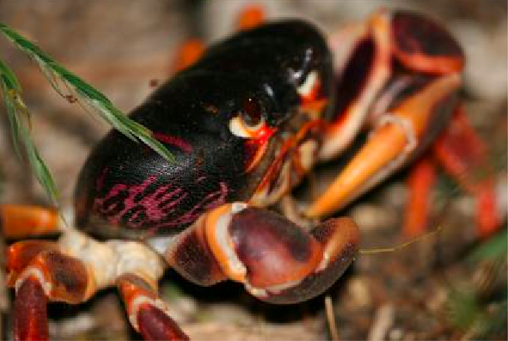
Gecarcinus ruricola

Esistono quattro varianti di colore nella specie: nero, rosso, giallo e verde. Il carapace di G. ruricola cresce in larghezza ad un tasso di circa 1 pollice (25 mm) all'anno, con i granchi che raggiungono la maturità dopo 5 anni e vivono fino a 10 anni in totale. La G. ruricola ha superato un certo numero di adattamenti alla vita terrestre, principalmente motivi legati alla conservazione dell'acqua. Sono animali notturni, per impedire al sole di disidratarli. Hanno anche un "cuscinetto nefritico", sul quale rilasciano l'urina in modo che sia pulita da microbi prima che l'acqua venga riassorbita.

## Diffusione
La G. ruricola si trova in gran parte dei Caraibi, da Cuba e le Bahamas a ovest attraverso le Antille a Barbados a est. È stata segnalata la sua presenza dalla Florida e dal Nicaragua, ma pochi casi riguardano la terraferma; Loggerhead Key in Dry Tortugas segna il limite più settentrionale della sua distribuzione nelle isole, che si estende attraverso le Bahamas e Cuba, attraverso le Grandi Antille e le Piccole Antille, fino alle Barbados. Esistono colonie sperdute di questa specie a Curaçao, nelle isole Swan al largo dell'Honduras, nelle Half Moon Caye del Belize e nell'Arcipelago di San Andrés, Providencia e Santa Catalina al largo della costa colombiana
Si può trovare a molti chilometri dal mare, e in alta quota: i granchi sono stati osservati sopra 300 metri (980 piedi) sull'isola di Dominica, e su oltre 1 000 metri (3 300 piedi) in Giamaica.

## Ciclo di vita
Le uova schiudono in mare, dove le larve vivono come plankton. Il ritorno delle larve sulla terra sembra essere infrequente, ma quando ritornano, ritornano come larve di megalopa, in numero sufficiente a trasformare il tragitto in rosso. Si muovono alla velocità di 1–2 metri al secondo (3,3–6,6 ft/s), o più rapide se necessario. Per i seguenti tre anni, i giovani granchi vivono in cunicoli abitati da altri granchi e mangiano cibo riportato nella tana dal granchio più vecchio.
Dopo l'accoppiamento, si verificano le migrazioni di massa con le femmine che ritornano in mare per rilasciare le loro uova fecondate. Una femmina media porta circa 85.000 uova.

## Ecologia
La G. ruricola è un saprofago onnivoro che si nutre prevalentemente di sostanze vegetali povere di azoto
La carne di G. ruricola è ricca di proteine e spesso è stata raccolta dalle popolazioni locali. Altri predatori possono includere uccelli, sebbene le informazioni in merito siano scarse. Quando vengono affrontati, si rialzano e tengono gli artigli aperti verso l'esterno in una posizione difensiva.

### Drosophila

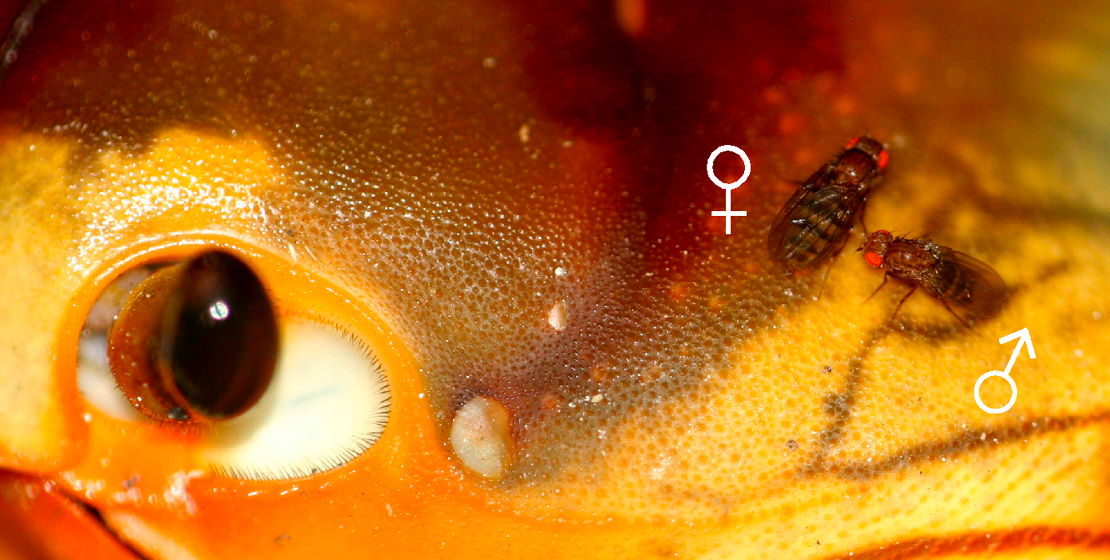
Una coppia di Drosophila endobranchiae sul carapace di una Gecarcinus ruricola

La G. ruricola è l'organismo ospite di due specie di mosche del genere Drosophila. Furono dapprima osservate a Montserrat da Henry Guernsey Hubbard nel 1894 e presentate in un incontro scientifico più tardi in quell'anno (dove il granchio fu erroneamente classificato come Cardisoma guanhumi), ma non furono condotte ulteriori ricerche fino al 1955, quando gli esemplari furono nuovamente raccolti, questa volta da Mona Island, e chiamati Drosophila carcinophila da M. R. Wheeler.
Nel 1967, una seconda specie di mosca, la Drosophila endobranchia fu scoperta su Gecarcinus ruricola, sebbene viva anche nella specie strettamente correlata Gecarcinus lateralis.

Queste mosche passano la maggior parte della loro vita sul granchio e sono riluttanti ad andarsene. Non hanno bisogno di fuggire dai predatori, perché i granchi in cui vivono sono animali veloci e fuggiranno:
Le mosche ... difficilmente si muovono affatto, sono estremamente riluttanti a lasciare i loro granchi ospiti e sono difficili da spingere a spiccare il volo. Sebbene le mosche siano lente, i granchi su cui vivono sono tutt'altro. (...) Cercare di aspirare le mosche dal loro carapace non è banale. Ottenere grandi quantità di mosche in questo modo è semplicemente un incubo.
Le uova sono disposte intorno agli occhi composti del granchio, e le prime larve che si schiudono dalle uova migrano verso il cuscinetto nefritico del granchio, e vivono lì, nutrendosi dei microbi che puliscono l'urina del granchio. Il secondo stadio viene passato nella camera branchiale del granchio. Il terzo stadio vede le larve tornare all'apparato boccale prima di cadere a terra per diventare pupe.

## La descrizione di Linneo
Carlo Linneo descrisse la specie nel 1758 (agli albori per la nomenclatura zoologica), notando le migrazioni annuali delle specie dalle foreste alla costa (Habitat in America, sylvas vastissimis agminibus quotannis deserens littora maris petiturus: "Vive in America; ogni anno, un esercito che marcia fuori dalle foreste verso il mare ").

## Filatelia
La G. ruricola è apparsa su due francobolli africani per l'Anno internazionale dell'Oceano nel 1998, sotto il nome di "granchio di montagna". Questi erano un francobollo tanzaniano del valore di 500 scellini e un francobollo ugandese del valore di 250 scellini.